# بوب أوخيدا
بوب أوخيدا (بالإنجليزية: Bob Ojeda) هو لاعب كرة قاعدة أمريكي، ولد في 17 ديسمبر 1957 في لوس أنجلوس في الولايات المتحدة.

## وصلات خارجية
- بوب أوخيدا على موقع دوري كرة القاعدة الرئيسي (الإنجليزية)
- بوب أوخيدا على موقعبيزبول رفرنس.كوم (الدوري الرئيسي) (الإنجليزية)
- بوب أوخيدا على موقعبيزبول رفرنس.كوم (الدوري الثانوي) (الإنجليزية)
- بوب أوخيدا على موقع جمعية أبحاث البيسبول الأمريكية (الإنجليزية)
- بوب أوخيدا على موقع إي إس بي إن.كوم (أم.أل.بي) (الإنجليزية)
- بوب أوخيدا على موقع مشجعي الرسوم البيانية (الإنجليزية)